# Michael Colleary
Michael Colleary est un scénariste et producteur américain. Il collabore fréquemment avec Mike Werb.

## Filmographie

### Cinéma
Scénariste
- 1994 : Le Justicier : L'Ultime Combat
- 1996 : Darkman 3
- 1997 : Volte/Face
- 2001 : Lara Croft : Tomb Raider
- 2007 : Rex, chien pompier (en)

Producteur
- 1997 : Volte/Face
- 2007 : Rex, chien pompier (en)

### Télévision
- 1988 : Alfred Hitchcock présente (3 épisodes)
- 2003 : Jane et Tarzan (7 épisodes)
- 2010 : Les Aventuriers de Smithson High (4 épisodes)

## Récompenses et distinctions
Récompenses
- Saturn Award :
  - Saturn Award du meilleur scénario 1998 (Volte/Face)